# Val Peterson
Pour les articles homonymes, voir Peterson.
Frederick Valdemar Erastus Peterson, né le 18 juillet 1903 et mort le 17 octobre 1983, est un homme politique et diplomate républicain américain. Il est le 26e gouverneur du Nebraska entre 1947 et 1953. Entre 1957 et 1961, il est ambassadeur des États-Unis au Danemark puis, entre 1969 et 1973 occupe les mêmes fonctions diplomatiques en Finlande.

## Sources
- (en) Cet article est partiellement ou en totalité issu de l’article de Wikipédia en anglais intitulé « Val Peterson » (voir la liste des auteurs).